# Allied Irish Banks
La Allied Irish Banks, (Bainc-Aontas Éireann, sigla AIB) è una banca commerciale con sede nella Repubblica d'Irlanda. La AIB (da non confondersi con la Anglo Irish Bank) è una delle quattro maggiori banche irlandesi, le cosiddette Big Four.
La Allied Irish dispone di una delle due maggiori reti bancarie della Repubblica (l'altra è quella della Bank of Ireland). Sui mercati esteri la AIB è presente soprattutto in Polonia, dove opera la Bank Zachodni WBK e nel Regno Unito, attraverso la controllata First Trust Bank con sede a Belfast. In Gran Bretagna la First Trust opera con l'insegna "Allied Irish Bank (GB)". Negli Stati Uniti, la AIB controlla una quota (il 22,5%) della M&T Bank.

## Storia

### Il nome
Allied Irish Banks è solitamente indicata come AIB e spesso con il suo nome commerciale di "Allied Irish Bank" (singolare). In Irlanda del Nord, la banca ha operato come First Trust Bank fino a novembre 2019, mentre in Gran Bretagna si chiama sempre "Allied Irish Bank (GB)". Inizialmente, la banca operava con i nomi delle società che le componevano, accanto a un nuovo logo AIB, un cerchio diviso in tre con una "A" al centro. Dal 1970, queste furono sostituite dalle "Allied Irish Banks". Nel 1990 l'AIB introdusse un nuovo logo (spinto, si disse in alcuni ambienti, dalla notevole somiglianza tra il suo logo precedente e quello di Mercedes-Benz). "Allied Irish Banks plc" rimane comunque il suo nome legale. 
La banca è spesso indicata colloquialmente come "AIB Bank". Ciò è dovuto al fatto che il nome "AIB Bank" è stato adottato per l'attività bancaria della filiale della Repubblica d'Irlanda al momento del rebranding del 1990 (con la parola "Bank" stampata nella striscia verde nel logo). Questa versione del logo non è più utilizzata nella pubblicità stampata, ma può ancora essere vista sulle facciate della maggior parte delle filiali AIB nella Repubblica. Le "Trustee Savings Banks" sono state rinominate in modo simile in "TSB Bank" nel 1993. Il nuovo logo presenta una raffigurazione dell'Arca di Noè, dopo una scultura su una croce celtica nella chiesa di Killary vicino a Lobinstown nella contea di Meath, che risale al IX secolo.

### L'inizio nel 1825
Nel 1825 la Provincial Bank iniziò le operazioni, aprendo la strada alla banca per azioni in Irlanda. Stabilì anche una filiale a Londra.
Nel 1836 la Royal Bank of Ireland (RBI) iniziò le operazioni, dando spazio alle attività mercantili. Nel 1837 
la Shaw's Bank si fuse poi con la Royal Bank. 
Nel 1864 fu fondata la Munster Bank che nel 1867 acquistò alcune delle filiali della Union Bank of Ireland. Nel 1870 la Munster Bank acquisì la banca David La Touche & Son ma nel 1885 fallì a causa dei debiti: rimase senza liquidità, provocando la chiusura di tutte le sue filiali. Sempre nel 1885, la Munster and Leinster Bank iniziò l'attività.
Nel 1923 la Royal Bank of Ireland acquistò l'attività dello Stato Libero d'Irlanda della Belfast Banking Company, che a sua volta rilevò l'attività in Irlanda del Nord della Royal Bank.

### La nascita dalla fusione di tre banche (1966)
La Allied Irish Banks Limited fu costituita nel 1966 come una nuova società dopo aver acquisito tre banche irlandesi: la Provincial Bank of Ireland, la Royal Bank of Ireland e la Munster & Leinster Bank. Nel 1966, il patrimonio complessivo dell'AIB era di 255 milioni di sterline irlandesi (323,8 milioni di euro) - al 31 dicembre 2005, il Gruppo AIB aveva un patrimonio di 133 miliardi di euro. Negli anni '80 l'introduzione della loro rete di sportelli automatici chiamata Banklink poco dopo il Bank of Ireland Pass. Gli sportelli bancomat erano disponibili solo nelle principali città negli anni '80, arrivando durante gli anni '90 nelle città piccole e medie.
L'8 novembre 1984 la rivista Business & Finance uscì, riferendosi all'ICI (Insurance Corporation of Ireland) con questo titolo: "Il barattolo di Pandora". La Insurance Corporation of Ireland era una consociata interamente controllata dall'AIB quando crollò nel 1985 con perdite di oltre 200 milioni di sterline. Quando nel novembre 1984 si scoprì che ICI operava al di sotto del coefficiente di riserva legale, fu fatta una richiesta di ulteriore capitale ad AIB, che già vi aveva investito oltre 80 milioni di sterline l'anno precedente. Questo crollo si verificò in un momento di profonda recessione economica in Irlanda. Il livello del debito pubblico a quel tempo era del 116% del PIL. AIB sostenne che non poteva risolvere il problema e fu così che il contribuente irlandese salvò ICI dalle sue difficoltà: il governo irlandese lo fece, disse, per garantire la continuazione dell'attività assicurativa e per tutelare gli assicurati. Il costo per il contribuente irlandese fu di 400 milioni di sterline.
Il 9 settembre 2010 AIB ha raggiunto un accordo per la vendita di una partecipazione del 66% in BZ-WBK al Banco Santander per 3,1 miliardi di euro, il resto delle azioni da vendere sul mercato libero. Qualsiasi acquisto superiore al 66% avrebbe costretto Santander a fare un'offerta per l'acquisto dell'intera azienda.